# Partido Unión Agraria
El Partido Unión Agraria (rumano: Partidul Uniunea Agrară, PUA) era un partido político rumano.

## Historia
El partido compitió en 1931, como parte de la alianza de Unión Nacional creada para las elecciones generales de 1931. La alianza ganó 289 de los 387 asientos en la Cámara de Diputados, a pesar de que el PUA no tomó ninguno de ellos.
El partido disputó las elecciones de 1932 en alianza con la Unión Nacional–Iorga, el Partido Nacionalista Democrático y el Partido Nacional. La alianza ganó cinco asientos en la Cámara de Diputados, de los cuales el PUA tomó dos.
El PUA disputó las elecciones de 1933, recibiendo 2.5% de los sufragios y ganó cinco asientos. Aun así, su participación de voto cayó a 1.7% en las elecciones de 1937, perdiendo los cinco asientos. No volvieron a competir.